# جورج هود
جورج هود (بالإنجليزية: George Hood)‏ هو سياسي أمريكي، ولد في 28 أغسطس 1794 بلين في الولايات المتحدة، وتوفي في 29 يونيو 1859 في نفس البلد. حزبياً، نشط في الحزب الديمقراطي. وقد انتخب عضو مجلس نواب ماساتشوستس.